# Еторикоксиб
Еторикоксиб (МНН:USAN:BAN;англ. Etoricoxib, лат. Etoricoxibum) — синтетичний препарат, що належить до групи коксибів, які є представниками нестероїдних протизапальних препаратів. Еторикоксиб застосовується виключно перорально. Еторикоксиб розроблений в США у лабораторії компанії «Merck & Co», і, хоча препарат зареєстрований у 76 країнах світу, він не допущений до застосування у США.

## Фармакологічні властивості
Еторикоксиб — синтетичний препарат, що є представником коксибів та належить до групи нестероїдних протизапальних препаратів. Механізм дії препарату, як і інших представників групи нестероїдних протизапальних препаратів, полягає у інгібуванні ферменту циклооксигенази, яка забезпечує перетворення арахідонової кислоти у простагландини. Особливістю фармакологічних властивостей еторикоксибу є те, що він є представником селективних інгібіторів ізоформи циклооксигенази ЦОГ-2, яка утворюється виключно у вогнищах запалення. Активність еторикоксибу, як і інших препаратів групи коксибів, до ізоформи ЦОГ-2 пояснюється особливістю структури активного центру ЦОГ-2 та молекули коксибів. Активний центр ЦОГ-2, на відміну від ЦОГ-1, має додаткову гідрофільну порожнину, яка пов'язана із заміною молекули ізолейцину на молекулу валіну в амінокислотній послідовності ферменту. У молекулах коксибів, натомість, є ригідний боковий ланцюг, який і дозволяє цим препаратам проникати всередину порожнини у молекулі ЦОГ-2, та взаємодіяти саме з цією ізоформою циклооксигенази. Еторикоксиб виявляє найбільшу селективність щодо ЦОГ-2 серед усіх препаратів групи коксибів, за різними даними, інгібуючи ЦОГ-2 у 106–344 рази сильніше, ніж ЦОГ-1. Еторикоксиб має виражену знеболюючу, протизапальну та жарознижуючу дію, порівняльну по силі з іншими нестероїдними протизапальними препаратами та деякими наркотичними анальгетиками, і має високу ефективність як при суглобовому синдромі в ревматології, так і при болях у спині, при первинній дисменореї, а також при стоматологічних втручаннях. При застосуванні еторикоксибу значно знижується ризик побічних ефектів як з боку травної системи, так і ризик тромботичних ускладнень з боку серцево-судинної системи у порівнянні з іншими препаратами групи коксибів у зв'язку з відсутністю впливу на функцію тромбоцитів, хоча застосування еторикоксибу частіше може призводити до нестабільності артеріального тиску.

### Фармакокінетика
Еторикоксиб швидко і добре всмоктується при пероральному застосуванні, біодоступність препарату становить 100%. Початок дії препарату розпочинається за 24 хвилини після перорального застосування,максимальна концентрація препарату в крові досягається протягом 1 години. Еторикоксиб добре (на 92%) зв'язується з білками плазми крові. Еторикоксиб проникає через гематоенцефалічний бар'єр. Препарат проникає через плацентарний бар'єр та виділяється в грудне молоко. Метаболізується еторикоксиб у печінці з утворенням неактивних метаболітів. Виводиться еторикоксиб з організму переважно із сечею у вигляді метаболітів, частина препарату виводиться із калом. Період напіввиведення еторикоксибу становить 22 години, даних за збільшення цього часу в осіб похилого віку та у хворих із вираженими порушеннями функцій печінки та нирок немає.

## Показання до застосування
Еторикоксиб застосовується для лікування ревматоїдного артриту, остеоартрозу, анкілозуючого спондилоартриту, гострого подагричного артриту; а також для нетривалого лікування післяопераційного болю після стоматологічних та гінекологічних операцій.

## Протипокази
Еторикоксиб протипоказаний при підвищеній чутливості до препарату та інших нестероїдних протизапальних препаратів, загостренні виразкової хвороби шлунку та дванадцятипалої кишки, запальних захворюваннях кишечнику (хвороба Крона, неспецифічний виразковий коліт), шлунково-кишковій кровотечі, порушеннях згортання крові, виражених порушеннях функції печінки та нирок, бронхіальній астмі зі супутнім поліпозом носа та непереносимістю ацетилсаліцилової кислоти, важкій серцевій недостатності і діагностованою ІХС, облітеруючих захворюваннях судин нижніх кінцівок, вагітності та годуванні грудьми, дітям до 18 років.

## Побічна дія
Характерними побічними ефектами, які спостерігаються при застосуванні еторикоксибу, як і при застосуванні інших препаратів із групи коксибів, є побічні ефекти з боку серцево-судинної системи. Хоча при застосуванні еторикоксибу побічні ефекти з боку серцево-судинної системи спостерігаються рідше, ніж при застосуванні інших коксибів, встановлено, що еторикоксиб може викликати нестабільність артеріального тиску. Іншим частим побічним ефектом еторикоксибу є тахікардія. Нечасто (0,1—1%) при застосуванні еторикоксибу спостерігаються фібриляція передсердь, приливи крові до обличчя, інсульт та транзиторні порушення мозкового кровообігу, стенокардія, погіршення перебігу серцевої недостатності, інфаркт міокарду, аритмії; вкрай рідко тромбоемболія легеневої артерії.
З боку травної системи при застосуванні еторикоксибу спостерігається менше побічних ефектів, ніж при застосуванні більшості інших нестероїдних протизапальних препаратів. Часто (1—10%) при застосуванні еторикоксибу спостерігаються лише незначні побічні ефекти з боку травної системи — метеоризм, печія, біль у животі, діарея, диспепсія, нудота; нечасто спостерігаються при застосуванні препарату запор, блювання, сухість у роті, зміни перистальтики кишечнику, рефлюкс шлункового вмісту, езофагіт, виразковий стоматит, гастрит, загострення виразкової хвороби; дуже рідко (менше 0,01%) спостерігається гепатит та загострення виразкової хвороби з кровотечею або перфорацією виразки. Серед інших побічних ефектів можуть спостерігатися:
- З боку шкірних покривів та алергічні реакції — нечасто (0,1—1% випадків) висипання на шкірі, свербіж шкіри, кашель; рідко (0,01—0,1%) еритема; дуже рідко (менше 0,01%) кропив'янка, бронхоспазм, синдром Стівенса-Джонсона, синдром Лаєлла, набряк Квінке, анафілактичні реакції.
- З боку нервової системи — часто (більше 1%) головний біль, головокружіння, слабість; нечасто безсоння, неспокій, сонливість, шум у вухах, порушення смакових відчуттів, нечіткість зору; вкрай рідко галюцинації, сплутаність свідомості.
- З боку сечовидільної системи — нечасто протеїнурія, рідко ниркова недостатність.
- Зміни в лабораторних аналізах — зрідка можуть спостерігатися тромбоцитопенія, лейкопенія, анемія, гіперкаліємія, гіпернатріємія, підвищення рівня креатиніну та сечовини в крові, збільшення активності печінкових ферментів.

## Форми випуску
Еторикоксиб випускається у вигляді таблеток по 0,03; 0,06; 0,09 та 0,12 г.

## Синоніми
Arcoxia, Algix, Etoricoxib, Etoricoxibe, Etoricoxibum, Etoxib, Etropain, Kingcox, Nucoxia, Tauxib, Torcoxia
Etoricoxib, VETRANAL(TM)